# Heinrich Dietrich von Grolman

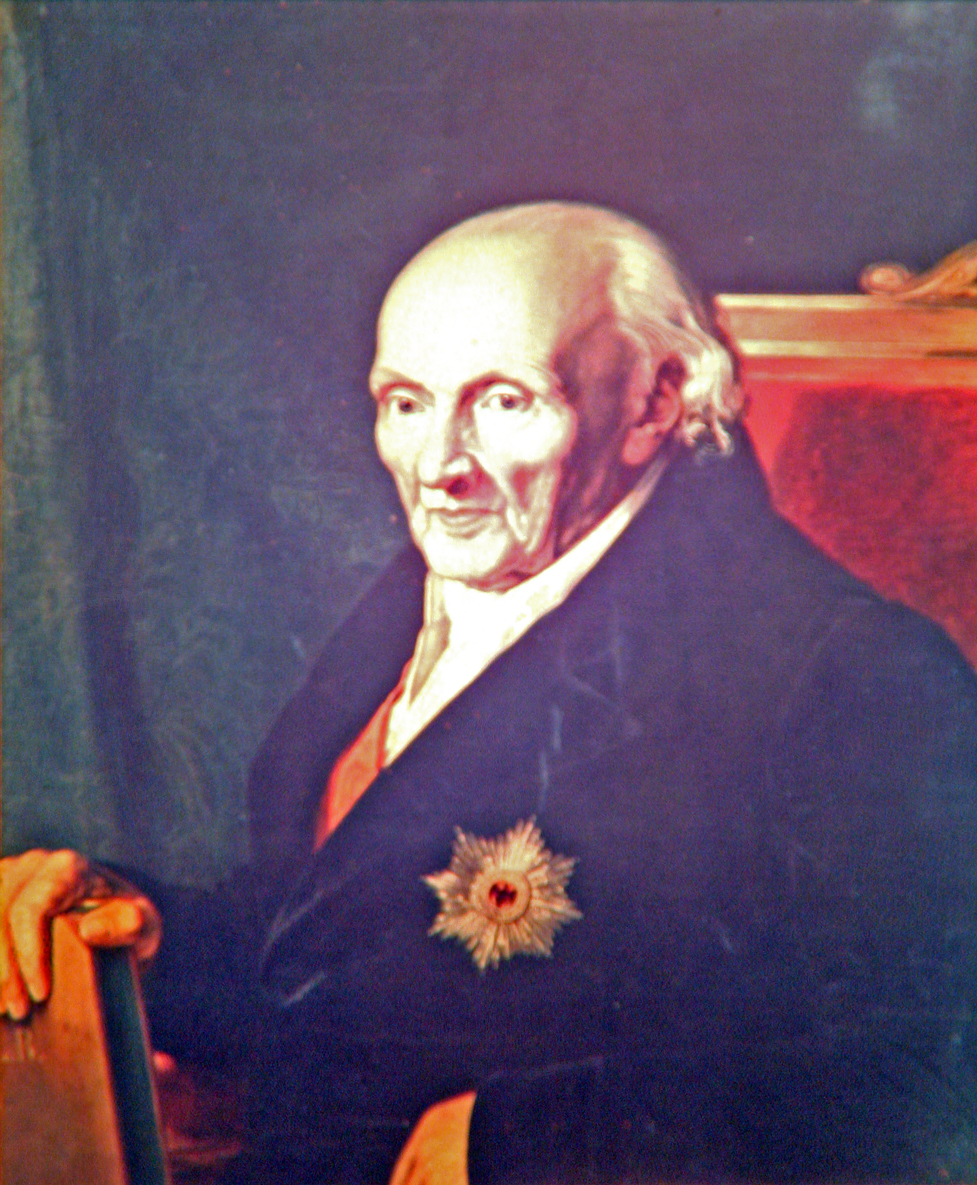
Heinrich Dietrich von Grolman.

Heinrich Dietrich Grolman (från 1786 von Grolman), född 31 december 1740 i Bochum, död 21 oktober 1840 i Berlin, var en tysk jurist och ämbetsman. Han var far till Karl von Grolman.
Grolman verkade under 68 år som preussisk ämbetsman och var därunder till sist 1817–33 ledamot av statsrådet. År 1786 blev han adlad och erhöll 1815 excellenstitel. Grolman var på sin tid en av Preussens mest ansedda jurister och var som medlem av lagkommissionen (från 1787) en av de verksammaste medarbetarna vid utarbetandet av den preussiska lagen, "Allgemeines Landrecht".